# Nova stvarnost
Nova stvarnost ili nova objektivnost (njemački Neue Sachlichkeit) naziv je za slikarski smjer koji se pojavio oko 1922. godine u njemačkoj Weimarskoj Republici, kao rekacija, ali i nastavak ekspresionizma. 
Naziv je prvi koristio kritičar Gustav Friedrich Hartlaub poslije ekspresionističke retrospektivne izložbe u Mannheimu 1925. godine. Nova stvarnost se nalazi između ekspresionizma iz kojeg se razvila i magičnog realizma, a razvija se usporedo s dadaizmom i nadrealizmom, a imala je i veliki utjecaj na socijalistički realizam. Razvoj ovog smjera je prekinut pojavom nacizma.
Nova stvarnost imala je i utjecaj na film, arhitekturu, dizajn svakodnevnih predmeta, te književnost. Odlike nove stvarnosti su naglašavanje čistih formi, funkcionalnost bez suvišnih kićastih ukrasa. Umjetnici nove stvarnosti su odbacivali subjektivnost i romantičarsku žudnju prvih ekspresionista, te su u uduhu Weimarskih intelektualaca pozivali na borbu uz opću suradnju, angažiranost i odbacivanje romantičarskog idealizma. U slikarstvu su inzistirali na preciznom i gotovo fotografski vjernom, verističkom reproduciranju predmeta oštro ocrtanih kontura te zatvorenih ploha boje, iznoseći motive tragičnih posljedica Prvog svjetskog rata koji je na razne načine unesrećio i obogaljio veliki broj ljudi, učinivši ih nesposobnima za normalan život.
Otto Dix (1891. – 1867.) i George Grosz (1893. – 1959.) su bili izrazito satirični, podrugljivi i žestoko kritični prema ondašnjem etabliranom buržoarskom društvu koje se, stavljeno pod verističko povećalo, pokazuje u svom pravom licu, kao ružna i zla karikaturalna groteska.
Ostali značajniji predstavnici nove stvarnosti su: Otto Griebel, Wilhelm Schmid, Georg Scholz, Gustav Wunderwald, Alexander Kanoldt, Georg Schrimpf, Anita Rée, Carl Grossberg i dr.
- Alexander Kanoldt
- Georg Schrimpf
- Anita Rée
- Carl Grossberg

## Vanjske poveznice
- Definicija na Tate modern  Arhivirana inačica izvorne stranice od 22. lipnja 2008. (Wayback Machine) (engl.)
- Neue Sachlichkeit  Arhivirana inačica izvorne stranice od 15. kolovoza 2004. (Wayback Machine) galerija slika
- Ten Dreams Galleries - The Artists of Neue Sachlichkeit (engl.)